# 吉村勲人
吉村 勲人（よしむら いさと、1944年6月19日 - 2004年4月14日）は、日本の経営者。帝国ホテル社長、会長を務めた。

## 経歴
熊本県熊本市出身。1967年に慶應義塾大学経済学部を卒業し、同年に帝国ホテルに入社。
1996年6月に取締役に就任し、2000年6月に常務を経て、2001年6月には社長に就任。
2004年4月14日敗血症のために死去。59歳没。